# Никулин, Николай Николаевич
Никола́й Никола́евич Нику́лин (7 апреля 1923, Погорелка, Ярославская губерния — 19 марта 2009, Санкт-Петербург) — советский и российский искусствовед, профессор, писатель-мемуарист. Член-корреспондент Российской академии художеств, ведущий научный сотрудник и член Учёного совета Эрмитажа, специалист по живописи Северного Возрождения. Широко известен как автор книги «Воспоминания о войне».

## Биография
Родился 7 апреля 1923 года в селе Погорелка Мологского уезда (ныне — в Рыбинском районе Ярославской области) в семье учителя. В 1927 году Никулины обосновались в Ленинграде, Николай учился в школе на Мойке.
В 1941 году окончил школу (десять классов), 27 июня 1941 года пошёл добровольцем в ленинградское ополчение, но был направлен в радиошколу. После её окончания и получения звания младшего сержанта в ноябре 1941 года направлен на Волховский фронт радиотелефонистом в дивизион 883-го корпусного артиллерийского полка (с 24 марта 1942 года преобразован в 13-й гвардейский пушечный артиллерийский полк). В его составе участвовал в наступлении от Волховстроя, в тяжелейших боях под Киришами, под Погостьем, в Погостьинском мешке (Смердыня), в прорыве и снятии блокады Ленинграда.

Атаки в Погостье продолжались своим чередом. Окрестный лес напоминал старую гребёнку: неровно торчали острые зубья разбитых снарядами стволов. Свежий снег успевал за день почернеть от взрывов. А мы всё атаковали, и с тем же успехом. Тыловики оделись в новенькие беленькие полушубки, снятые с сибиряков из пополнения, полёгших, ещё не достигнув передовой, от обстрела. Трофейные команды из старичков без устали ползали ночью по местам боёв, подбирая оружие, которое кое-как чистили, чинили и отдавали вновь прибывшим. Всё шло как по конвейеру.
— Из книги Николая Никулина
После ранения летом 1943 года попал в пехоту. В составе 1-го батальона 1067-го стрелкового полка 311-й стрелковой дивизии участвовал в неудачной Мгинской наступательной операции; окончил дивизионные снайперские курсы, но из-за нехватки сержантов был назначен командиром отделения автоматчиков, а после гибели отделения как артиллерист — наводчиком трофейной 37-мм немецкой пушки (после её потери — штатной 45-миллиметровой пушки) в батальонную батарею. Отказался вступить в ВКП(б). Был ранен и после излечения с сентября 1943 года снова воевал в тяжёлой артиллерии, старшим радиотелеграфистом в 1-й батарее 48-й гвардейской тяжёлой гаубичной бригады (входила в состав 2-й артиллерийской дивизии прорыва РГК).
Участвовал в боях за станцию Медведь, города Псков (прорыв линии «Пантера»), Тарту, Либаву. Летом 1944 года получил две медали «За отвагу» за поддержание связи из боевых порядков пехоты и НП к батареям, устранение порывов провода под огнём и корректировку огня. После ранения в августе 1944 года служил старшиной 534 отдельной медсанроты в той же 2 адп РГК, которая в начале 1945 года была переброшена под Варшаву, откуда двинулась на Данциг.
Был четыре раза ранен, контужен. С ноября 1941 года до четвёртого ранения в августе 1944 года постоянно находился на передовой (с перерывами на лечение ран). Закончил войну в Берлине в звании гвардии сержанта. 28 мая 1945 года был награждён орденом Красной Звезды.
Николай Никулин в мемуарах утверждал, что он был простым пехотинцем. Согласно двум наградным листам на Никулина Николая Николаевича, 1923 г.р. (призванного из Ленинграда в 7/08 1941 г.) на август 1944 г. он был старшим радиотелефонистом 1 батареи 48 гвардейской тяжелой гаубичной артиллерийской бригады, а на июнь 1945 года — старшиной 531 отдельной медсанроты 2 АОКД. Командир 534 ОМСР майор медицинской службы Гольдфельд характеризует Никулина в наградном листе: «Тов. Никулин работает старшиной роты. Отлично справляется со своими обязанностями. Чуткий и заботливый к своим подчиненным, он пользуется заслуженным авторитетом и уважением среди личного состава роты. Ведет большую воспитательную работу среди бойцов. Хорошо организует личный состав на выполнение приказов командования. В дни большого поступления раненых принимает самое активное участие в оказании помощи раненным. Дисциплинированный. Требовательный к себе и подчиненным…» (наградной лист от 6 мая 1945 г.).
Демобилизовался по ранениям в ноябре 1945. В 1950 году с отличием окончил исторический факультет Ленинградского государственного университета. Учился у историка искусств Николая Пунина.
С 1949 года работал в Эрмитаже экскурсоводом. В 1955 году стал научным сотрудником отдела западноевропейского искусства, где трудился более 50 лет. Ученик учёного-эрмитажника Владимира Левинсона-Лессинга, совместно с которым работал над первым научным каталогом фламандских примитивов, вышедшем в Брюсселе (1965). В 1957 году при Эрмитаже окончил аспирантуру и защитил диссертацию на соискание учёной степени кандидата искусствоведения.
С 1965 года преподавал в Институте имени Репина. Профессор, заведующий кафедрой истории европейского искусства XV—XVIII веков, вёл ряд специальных курсов: «Творчество Босха», «Творчество Брейгеля», «Нидерландская живопись XV века», занимался подготовкой аспирантов.
С 1991 года — член-корреспондент Российской академии художеств. Ведущий научный сотрудник и член учёного совета Государственного Эрмитажа, хранитель коллекции нидерландской живописи XV—XVI веков. В течение многих лет он был также хранителем немецкой живописи XV—XVIII веков. Автор более ста шестидесяти статей в российских и иностранных научных журналах, книг, каталогов, учебников и учебных пособий.
Воспоминания о войне хранителя Эрмитажа Николая Никулина люди передают из рук в руки и скачивают в интернете, горячо спорят, плачут и признаются, что у них произошёл переворот в сознании.
И всё же, повторюсь, главное событие последних лет, если продолжить военную тему, — «Воспоминания о войне» Николая Николаевича Никулина. Не случайно они были на моей памяти единственной книгой минувшего десятилетия, которую было трудно, почти невозможно, купить. Казалось, в наши времена абсолютного изобилия книжного дефицита не осталось. Но книга петербургского искусствоведа, выпущенная малым тиражом в Издательстве Государственного Эрмитажа, оказалась раскуплена мгновенно. На ярмарке Нон-фикшн в Москве на стенде издательства только сокрушенно качали головой: «Никулин? Ещё вчера закончился… Приезжайте к нам в Петербург, в наших киосках что-то ещё осталось…» В Эрмитаже интеллигентные продавцы разводили руками: «Давно уже нет… Ждите новое издание, вроде бы обещали…» На прошлогодней Нон-фикшн всё повторилось: второе издание было раскуплено в первые два дня. Прошёл слух — Никулин есть в «Фаланстере», добравшиеся до «Фаланстера» сообщали, что и там уже нет. Не было никаких промоакций, рекламы, «раскрутки». О книге узнавали по старинке: от друзей и знакомых, разве что сюда же прибавились виртуальные знакомые и друзья.
В свободное время увлекался книгами и старинной музыкой. В 1975 году написал воспоминания о Великой Отечественной войне, вызвавшие после их издания в 2007 году широкий общественный резонанс.
Умер 19 марта 2009 года в Санкт-Петербурге.
Похоронен на Смоленском православном кладбище Санкт-Петербурга.

## Книги
- Никулин Н., Русаков Ю. Государственный Эрмитаж / The Hermitage Museum / Musee de L’Ermitage. — Л.: Издательство Государственного Эрмитажа, 1961.
- Никулин Н. Детали картин Эрмитажа. Западноевропейская живопись XV—XVI веков. — Л.: Аврора, 1970.
- Никулин Н. Нидерландская живопись XV—XVI веков в Эрмитаже. Очерк-путеводитель. — Л.: Аврора, 1973.
- Никулин Н. Нидерландская живопись XV—XVI веков в Эрмитаже. — Л.: Искусство, Аврора, 1980.
- Никулин Н. Золотой век нидерландской живописи. XV век. — М.: Изобразительное искусство, 1981.
- Никулин Н. Эрмитаж. Искусство Нидерландов XV—XVI веков. — М.: Искусство, 1984; — 2 изд. — 1987.
- Никулин Н. Нидерландская живопись XV—XVI веков в собрании Государственного Эрмитажа. — М.: Изобразительное искусство, 1988. — ISBN 5-85200-099-X.
- Никулин Н. Немецкая и австрийская живопись XV—XVIII веков. Эрмитаж. — Л.: Искусство-СПб, 1989. — ISBN 5-210-00039-7; — 2 изд. — 1992. — ISBN 5-210-02189-0.
- Никулин Н. Якоб Филипп Хаккерт / Jacob Philipp Hackert. — СПб.: Издательство Государственного Эрмитажа, — 1998. — ISBN 5-88654-080-6.
- Никулин Н. Золотой век нидерландской живописи. XV век. — М.: АСТ, 1999. — ISBN 5-237-03603-1.
- Никулин Н. Лоджии Рафаэля в Эрмитаже. — СПб.: Издательство Государственного Эрмитажа, 2005. — ISBN 5-93572-162-7.
- Никулин Н. Рогир фан дер Вейден. Лука, рисующий Мадонну. — СПб.: Арка, 2007. — ISBN 978-5-91208-009-8.

## Книга «Воспоминания о войне»
…Я обратился к бумаге, чтобы выскрести из закоулков памяти глубоко засевшую там мерзость, муть и свинство, чтобы освободиться от угнетавших меня воспоминаний…
…Война — самое большое свинство, которое когда-либо изобрёл род человеческий, … война всегда была подлостью, а армия, инструмент убийства — орудием зла. Нет и не было войн справедливых, все они, как бы их ни оправдывали — античеловечны…
…На войне особенно отчётливо проявилась подлость большевистского строя. Как в мирное время проводились аресты и казни самых работящих, честных, интеллигентных, активных и разумных людей, так и на фронте происходило то же самое, но в ещё более открытой, омерзительной форме. Приведу пример. Из высших сфер поступает приказ: взять высоту. Полк штурмует её неделю за неделей, теряя множество людей в день. Пополнения идут беспрерывно, в людях дефицита нет. Но среди них опухшие дистрофики из Ленинграда, которым только что врачи приписали постельный режим и усиленное питание на три недели. Среди них младенцы 1926 года рождения, то есть четырнадцатилетние, не подлежащие призыву в армию… «Вперррёд!!!», и всё. Наконец какой то солдат или лейтенант, командир взвода, или капитан, командир роты (что реже), видя это вопиющее безобразие, восклицает: «Нельзя же гробить людей! Там же, на высоте, бетонный дот! А у нас лишь 76 миллиметровая пушчонка! Она его не пробьёт!» Сразу же подключается политрук, СМЕРШ и трибунал. Один из стукачей, которых полно в каждом подразделении, свидетельствует: «Да, в присутствии солдат усомнился в нашей победе». Тотчас же заполняют уже готовый бланк, куда надо только вписать фамилию, и готово: «Расстрелять перед строем!» или «Отправить в штрафную роту!», что то же самое. Так гибли самые честные, чувствовавшие свою ответственность перед обществом, люди. А остальные — «Вперррёд, в атаку!» «Нет таких крепостей, которые не могли бы взять большевики!» А немцы врылись в землю, создав целый лабиринт траншей и укрытий. Поди их достань! Шло глупое, бессмысленное убийство наших солдат. Надо думать, эта селекция русского народа — бомба замедленного действия: она взорвётся через несколько поколений, в XXI или XXII веке, когда отобранная и взлелеянная большевиками масса подонков породит новые поколения себе подобных…

— Из книги Н. Н. Никулина
После первого издания книга несколько раз переиздавалась. Несмотря на жанр «мемуары», подчёркиваемый и незамысловатым названием, она рассматривается литературоведами и в рамках «современной военной прозы», а её автор как писатель, наряду с автором романа «Прокляты и убиты» Виктором Астафьевым.

### Переписка с Василём Быковым
В 1996 году Н. Н. Никулин направил рукопись Василю Быкову. Между ними завязалась переписка. Из писем Быкова:

Милый, дорогой Никулин!
Нелёгкое это было чтиво — столько Вы вывалили нашей страшной войны, которая в общем уже стала забываться. Даже её участниками. …Я читал с не покидающим ощущением сожаления оттого, что не издано это книгой, что это только рукопись для неё. Хотя понятно, конечно: а когда это можно было издать? Ещё недавно такое из редакций и издательств не возвращалось (передавалось КГБ), а теперь — кому это надо? Издательства озабочены лишь одним — доходами, а литература такого рода доходов не даёт…
…Конечно, правда о войне не реализована ни наукой, ни искусством, — главная и основная так, по-видимому, и уйдёт в небытие. Молодые поколения, разумеется, по уши в собственных проблемах, а старые, те, что на своих плечах вынесли главную тяжесть войны? Боюсь, что эти не только не способствуют выявлению правды и справедливости войны, но наоборот — больше всех озабочены ныне, как бы спрятать правду, заменить её пропагандистским мифологизированием, где они герои и ничего другого…

### Отзывы
Тихий и утончённый профессор, член-корреспондент Академии Художеств выступает как жёсткий и жестокий мемуарист. Он написал книгу о Войне. Книгу суровую и страшную. Читать её больно. Больно потому, что в ней очень неприятная правда.
— М. Пиотровский

Николай Николаевич совершил обычный подвиг в самом высоком, христианском смысле этого слова. Он сказал соотечественникам Правду. Написал небольшую книгу, после публикации которой её читатели стали другими людьми. … Признать правоту Никулина означало признать лживыми и бессовестными все существующие, до сих пор упорно нам навязываемые представления о минувшей войне, ныне объявленной главным идеологическим символом. Никулин наглядно показал: советская власть воевала с внешним врагом так, что превратила «священную войну» в массовое истребление русского народа во имя спасения партийной номенклатуры.
— К. Александров

На мой взгляд — это уникальное произведение, подобных ей трудно найти в военных библиотеках. Оно замечательно не только литературными достоинствами, о которых я, не будучи литературоведом, не могу объективно судить, сколько точными до натурализма описаниями военных событий, раскрывающими отвратительную сущность войны с её зверской бесчеловечностью, грязью, бессмысленной жестокостью, преступным небрежением к жизни людей командующими всех рангов от комбатов до верховного главнокомандующего. Это — документ для тех историков, которые изучают не только передвижения войск на театрах военных действий, но интересуются и морально-гуманистическими аспектами войны.
— Д. Ломоносов

Одна только история с книгой Никулина показала, что Вторая мировая война вовсе не перестала быть «поводом для сопереживания». Наоборот, она выявила огромную общественную потребность в заполнении реально существующих разрывов и пробелов памяти, в преодолении недосказанности.
— О. Лебёдушкина

### Рецензии
- Курчатова Н. Наши штыки на высотах Синявина, наши полки подо Мгой Архивная копия от 10 августа 2020 на Wayback Machine // Эксперт. Online. — 5.9.2011.
- Лебёдушкина О. Память как прерванное молчание / Покаяние и прощение. Литература как работа памяти и забвения. Заметки по разным поводам Архивная копия от 22 мая 2015 на Wayback Machine // Дружба народов. — 2011. — № 5.

## Награды
- Орден Отечественной войны I степени (1985)[* 5][22]
- Орден Красной Звезды (28 мая 1945)[7]
- Две медали «За отвагу» (29 июня и 14 августа 1944 года)???[уточнить]
- Медаль «За оборону Ленинграда»
- Медаль «За освобождение Варшавы»
- Медаль «За взятие Берлина»
- Медаль «За победу над Германией в Великой Отечественной войне 1941—1945 гг.»
- Медаль «Ветеран труда»
- Юбилейные медали

## Семья
- Отец — Никулин Николай Александрович (1886—1931), уроженец Белгорода, окончил естественное отделение физико-математического факультета Санкт-Петербургского университета и затем поступил на юридический; в Первую мировую войну служил фельдшером, потом работал учителем в Рыбинске и окрестностях, откуда происходила семья его жены[4].
- Мать — Никулина (Ваулина) Лидия Сергеевна (1886—1978), выпускница Бестужевских курсов.
- Жена — Григорьева Ирина Сергеевна (1930 г. рожд.), заведующая отделением рисунка в отделе истории западноевропейского искусства Эрмитажа.
- Сын — Никулин Владимир Николаевич (1959 г. рожд.), сотрудник Института ядерной физики РАН.
- Дочь — Никулина Лидия Николаевна (1961 г. рожд.).
- Четверо внуков[9].

## Память
- Н. Н. Никулину посвящён снятый в 2020 году Б. А. Курковой документальный фильм «Поколение, уходящее в вечность» Архивная копия от 2 января 2022 на Wayback Machine[23].